# Front Narodowy (Albania)
Front Narodowy (Balli Kombëtar) – albańska nacjonalistyczna partia polityczna. W 2001 roku partia była częścią koalicji wyborczej o nazwie Unii dla Zwycięstwa, która zdobyła 37,1% głosów oraz 46 miejsc w parlamencie. W skład koalicji wchodziły następujące partie:
- Demokratyczna Partia Albanii
- Unia Liberalna
- Ruch Legalnych Partii
- Front Narodowy
- Republikańska Partia Albanii